# Лихтенштейнская крона
Лихтенштейнская крона (нем. Liechtenstein krone) — валюта Лихтенштейна, использовавшаяся в 1898—1921 годах. Параллельно с ней Лихтенштейн использовал австро-венгерскую крону, а после распада Австро-Венгрии, с марта 1919 года — австрийскую крону. Из-за нестабильности кроны в 1921 году Лихтенштейн перешёл на швейцарский франк, тогда же был введён и лихтенштейнский франк.
Лихтенштейнская крона делилась на 100 геллеров. Чеканка монет начата в 1898 году, чеканились серебряные монеты достоинством в 1, 2 и 5 крон и золотые — 10 и 20 крон. Характеристики монет соответствовали характеристикам австро-венгерских монет. В 1915 году чеканка монет прекращена. В 1920 году были выпущены банкноты номиналом в 10, 20 и 50 геллеров. В настоящее время монеты встречаются очень редко, банкноты — чуть более часто.

## Монеты 1898—1921 годов
|                 |         |         |         |                |
| 1 крона         | 1 крона | 2 кроны | 2 кроны | 5 крон (аверс) |
|                 |         |         |         |                |
| 5 крон (реверс) | 10 крон | 10 крон | 20 крон | 20 крон        |

Монеты 1 и 2 кроны чеканились из серебра 835-й пробы. 5 крон из серебра 900-й пробы. Монеты достоинством в 10 и 20 крон чеканились из золота 900-й пробы. На аверсе всех монет изображён портрет Иоганна II, а на реверсе герб Лихтенштейна, номинал и год чеканки.